# Cobra
|  | Per a altres significats, vegeu «Cobra (desambiguació)». |

Les cobres són serps molt verinoses pertanyents a set gèneres diferents inclosos en la família Elapidae. Viuen a les zones tropicals i subtropicals d'Àfrica i Àsia.
Les cobres reials (Ophiophagus hannah) poden superar els 5 metres de longitud, essent les serps verinoses més grans. Es reconeixen per l'actitud que prenen en senyal d'amenaça, aixecant el cap i desplegant una membrana a banda i banda del cap.
Totes les cobres són verinoses, i moltes són potencialment mortals per a l'home. Utilitzen el seu verí per a atacar a les seves preses i com a mecanisme de defensa. La majoria de les cobres tenen verins neurotòxics, considerats més perillosos que la major part dels verins proteolíptics dels escurçons. El verí l'injecten a través d'un parell d'ullals fixos acanalats per dintre. Actualment existeixen antídots.

## Cobres
- Qualsevol espècie del gènere Naja o cobres típiques. Es troben a l'Àfrica i l'Àsia.
- La cobra reial (Ophiophagus hannah) és la serp verinosa més llarga del món. Pot arribar a fer 5,5 metres. Es troba a l'Àsia del sud i del sud-est.
- Qualsevol espècie del gènere Boulengerina o cobres aquàtiques. Es troben a l'Àfrica.
- Qualsevol espècie del gènere Aspidelaps o cobres de nas en escut. Es troben a l'Àfrica.
- Qualsevol espècie del gènere Pseudohaje o cobres arbòries. Es troben a l'Àfrica.
- Cobra excavadora (Paranaja multifasciata). Es troba a l'Àfrica.
- Cobra escopidora de collaret (Hemachatus haemachatus). Es troba a l'Àfrica.